# Scott Mitchell Rosenberg
Scott Mitchell Rosenberg (nascido em 1963), é um produtor de cinema e televisão, empresário e editor de histórias em quadrinhos norte-americano, e o presidente da Platinum Studios, uma empresa de entretenimento que controla uma grande quantidade de personagens de quadrinhos e adapta-os para cinema, televisão e outras mídias. Ele também é o fundador e ex-presidente da Malibu Comics, e ex-vice-presidente executivo da Marvel Comics.

## Biografia

### Início de carreira
Rosenberg começou sua carreira na indústria dos quadrinhos aos 13 anos de idade quando começou na ordem de correio da empresa. Graduou-se pela Universidade de Denver em 1985 com grau em negócios.

### Quadrinhos
Em meados da década de 1980, Rosenberg trabalhou na pequena gibiteria Sunrise Distributors em Los Angeles. A experiência de Rosenberg na Sunrise lhe mostrou que a nova forma de distribuir quadrinhos eram aberturas para editoras menores. Ele reconheceu que o avanço do computador macintosh permitiu que uma empresa pequena parecesse maior. 
Isto levou ao financiamento por Rosenberg da Malibu Comics em 1986, bem como as pequenas editoras criadas depois, como Eternity Comics e Adventure Comics. O primeiro lançamento da Malibu, Ex-Mutants, era, como Rosenberg declarou em uma entrevista, "acabou por ser um sucesso" e "tudo em um orçamento de marketing em US$ 400." Durante seu tempo na Malibu, Rosenberg produziu spin-offs dos quadrinhos em brinquedos, televisão e longas-metragens, como a franquia de 1 bilhão de dólares Men in Black, baseada em The Men in Black (publicada pela Aircel/Malibu) por Lowell Cunningham.
A experiência de Rosenberg na Sunrise, no entanto, não foi tão fortuita, como distributor começou a sofrer problemas de fluxo financeiro em 1987, e rapidamente dobrou em 1988 durante a infame "implosão preto e branco." 
Malibu sobreviveu e Rosenberg fechou um contrato em 1992, em que os sete maiores artistas da Marvel Comics saíssem para fundar a Image Comics. Rosenberg assinou com os artistas um acordo em que a Malibu fosse o editor dos primeiros quadrinhos da Image, dando acesso para os canais de distribuição. Posteriormente a Malibu bateu todos os recordes em vendas de quadrinhos independentes, como em 1992 onde Malibu alcançou 10% do mercado de quadrinhos americano, temporariamente ultrapassando a gigante DC Comics. No início de 1993, no entanto, a situação financeira da Image era segura o suficiente para publicar seus títulos de forma independente, e deixou Malibu.
Malibu foi comprada pela Marvel Comics em 1994.
Durante esse período, Rosenberg trabalhou com o software Adobe Photoshop o padrão de colorimento das histórias em quadrinhos pelo computador.
Rosenberg fundou a Platinum Studios em 1997. "Macroverse Bible" da Platinum, um novo universo de personagens de quadrinhos criados por Rosenberg, incluindo títulos como Cowboys & Aliens, Atlantis Rising, Blood Nation e Unique, desenvolvida pela DreamWorks para Disney.
Rosenberg produz quadrinhos e desenvolve uma linha de filmes live-action e séries de televisão baseadas em histórias em quadrinhos atuais e futuras. Ele também está trabalhando na criação de novas histórias em quadrinhos, como histórias em quadrinhos eletrônicas com painéis animados, voice-overs, efeitos sonoros, com música de gravadoras como a Virgin e Hollywood Records.

## Vida pessoal
Casado desde 1992, Rosenberg vive na Califórnia com sua esposa e duas filhas Karlee e Kendall Rosenberg. 

## Trabalhos como produtor
- Ultraforce (1995)
- Night Man (1997)
- Men in Black (2002–2007)
- Jeremiah (2002–2004)
- Dylan Dog: Dead of Night (2010)
- Cowboys & Aliens (2011)
- The Witchblade (2012)